# Inga altissima
Inga altissima är en ärtväxtart som beskrevs av Adolpho Ducke. Inga altissima ingår i släktet Inga och familjen ärtväxter. Inga underarter finns listade i Catalogue of Life.